# Arqueoxarxa

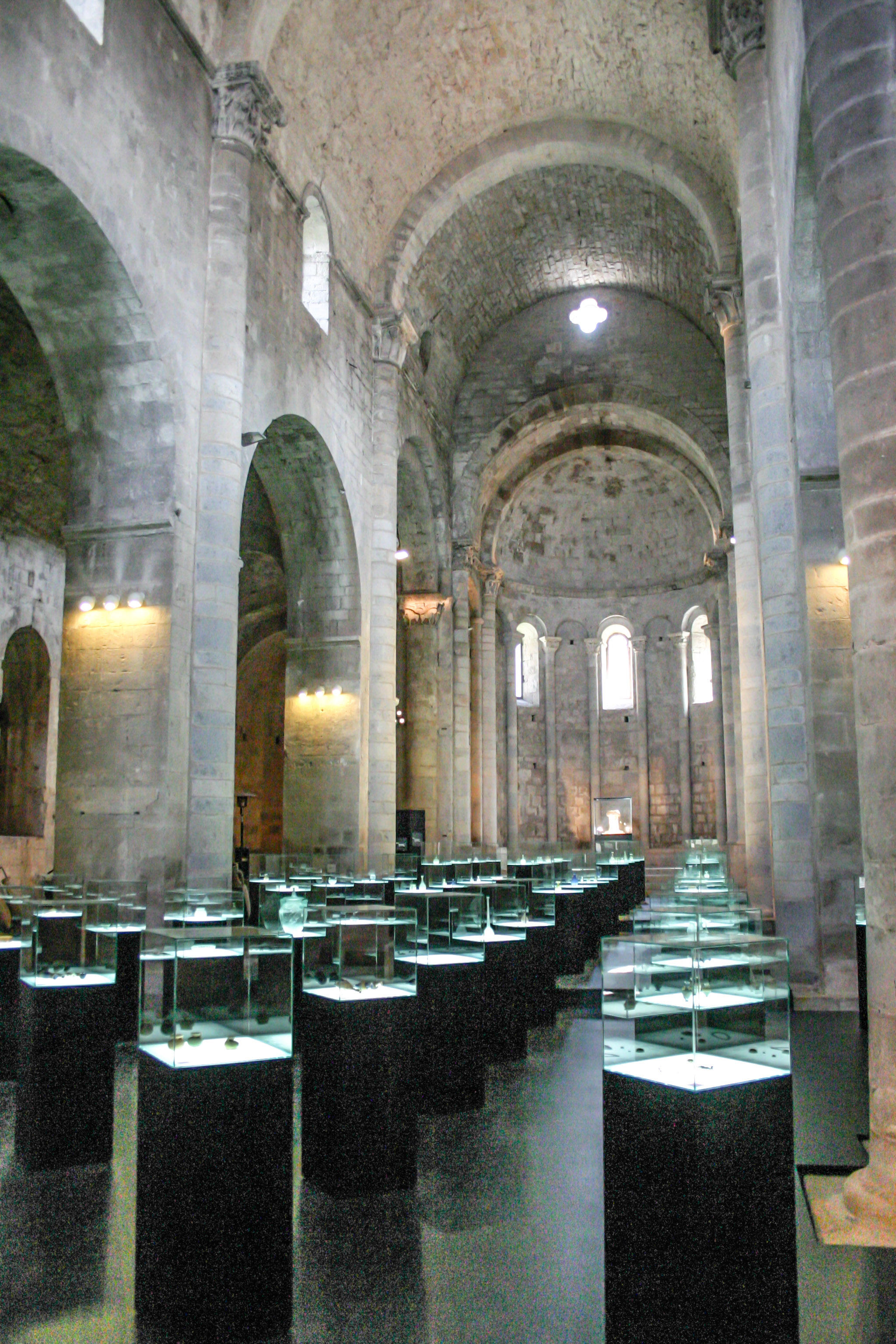
Museu d'Arqueologia de Catalunya a la seva seu de Sant Pere de Galligants (Girona), un dels membres de l'Arqueoxarxa

L'Arqueoxarxa representa, juntament amb la Xarxa de Museus d'Història i Monuments de Catalunya, la Xarxa de Museus Etnològics i la Xarxa de Museus d'Art, una de les xarxes territorials que s'encarreguen de la gestió i difusió, en aquest cas, dels museus d'arqueologia, equipaments i els jaciments arqueològics del territori català. Va ser creada oficialment l'any 2010, i ja estava prevista al Pla de Museus de Catalunya.
La finalitat principal de la xarxa és la de conservar, difondre, dinamitzar i gestionar les col·leccions dels museus i els seus equipaments, a la vegada que fomenta el treball col·laboratiu entre les diverses institucions arqueològiques per tal d'assolir un objectiu final, apropar al ciutadà el passat arqueològic català.
D'entre les accions per donar a conèixer el patrimoni arqueològic a Catalunya destaquen el passaport "El gran viatge de l'arqueologia" de 2012, el personatge Piquipala o la primera exposició itinerant "El sexe a l'època romana", iniciada també l'any 2012.
Des de l'any 2010 la xarxa va començar a donar els seus primers passos amb dotze museus: el Museu d'Arqueologia de Catalunya, que en seria el museu al capdavant i que gestiona cinc museus més com són la de Barcelona, Empúries, Girona, Olèrdola i Ullastret; el Museu Nacional Arqueològic de Tarragona, el Museu Arqueològic Comarcal de Banyoles, el Museu Comarcal de l'Urgell, el Museu de Badalona, el Museu de Gavà i Parc Arqueològic Mines de Gavà, el Museu Comarcal de la Noguera, el Museu d'Història de Cerdanyola/Museu i Poblat Ibèric de Ca n'OLiver, i el Museu d'Art i Història de Reus. A aquestes institucions cal sumar-hi els 39 jaciments museïtzats distribuïts al territori.